# Fractofusus misrai
Fractofusus misrai — викопний вид тварин ряду рангеоморф (Rangeomorpha). Скам'янілий відбиток тварини знайдений у 1967 році індійським геологом Шівою Балак Місрою в канадській провінції Ньюфаундленд і Лабрадор. На честь нього і був названий вид у 2007 році. Відбитки датуються віком 575—560 млн років, що відповідає пізньому едіакарію.

## Опис
Fractofusus misrai був м'якотілою істотою, мав трубчасту гілясту структуру, довжина коливалася від 3 до 22 см, ширина 1-8 см. Харчувалися всією площею тіла, фільтруючи воду на предмет дрібний органічних часток. Вид належить до едіакарської фауна, переважна більшість представників якої були витіснені більш численними та більш розвиненими організмами кембрійської епохи і не залишили ніяких нащадків після себе. Вивчено організми того часу дуже погано і сучасній науці мало що відомо про них.

## Розмноження
Ці істоти населяли теплі моря та океани, мешкали на дні, ведучи нерухомий спосіб життя, завдяки чому характер розподілу їх скам'янілостей дозволив фахівцям відтворити механізми їхнього зростання, розвитку і розмноження.
Результати дослідження вказують на те, що настільки древні організми були здатні як на статевий, так і на безстатевий способи продовження роду. У першому випадку Fractofusus викидали крихітні насіння або спори, що було раціонально при підкоренні далеких ділянок дна. Безстатеве розмноження відбувалося шляхом відкидання «пагонів», подібно до того як це роблять багато рослин. Другий спосіб, ймовірно, був швидшим, але молодий організм був повною генетичною копією батьківської тварини.
Таким чином, рангеоморфи Fractofusus визнані першими відомими багатоклітинними в історії планети, які були здатні розмножуватися статевим і безстатевим способами, одержуючи певні переваги від кожного з них, що дозволило цим тваринам швидко колонізувати морське дно.